# Киселёвка (Кадыровское сельское поселение)
Киселёвка — деревня в Заинском районе Татарстана. Входит в состав Кадыровского сельского поселения.

## География
Находится в восточной части Татарстана на расстоянии приблизительно 11 км на северо-восток по прямой от железнодорожной станции города Заинск.

## История
Основана в 1923 году выходцами из села Старый Токмак.

## Население
Постоянных жителей было: в 1938—167, в 1949—150, в 1958—113, в 1970 — 68, в 1979 — 36, в 1989 — 7, в 2002 — 4 (татары 75 %), 2 в 2010.